# Trịnh Tử Thành
Trịnh Tử Thành (tên tiếng Hoa: 鄭子誠; tên tiếng Anh: Timothy Cheng Tse Sing; sinh ngày 21 tháng 5 năm 1963) là nam diễn viên kiêm người dẫn chương trình và DJ người Hồng Kông của Đài Phát thanh Hồng Kông, Đài Truyền hình Hồng Kông và Công ty Thiệu thị Huynh đệ. Với chất giọng khỏe khoắn, ông thường tham gia thuyết minh cho các chương trình cũng như quảng cáo truyền hình. Ông còn được mệnh danh là Kẻ phản diện hoàn mỹ hay Thành mưu mô vì nam diễn viên thường đóng các vai phản diện trong phim. Vợ của ông là Lưu Thiến Di cũng là một người dẫn chương trình cho Đài Truyền hình Hồng Kông.

## Thời thơ ấu
Trịnh Tử Thành tốt nghiệp Trường Đức Tín và tiếp tục học tại Trường Cao đẳng Giáo hội Cơ đốc Trung Hoa Minh Cơ, sau đó ông chuyển sang Trường Quốc tế Hồng Kông để học khóa dự bị. Năm 1980, ông chuyển đến Canada để theo học khoa Thiết kế tại trường Đại học ở Toronto. Ông cũng từng có một khoảng thời gian điều hành một đài phát thanh nhỏ ở Canada với ba người bạn. Năm 1990, để tiếp cận nhiều khán giả hơn qua đài phát thanh, ông quyết định từ Canada trở về Hồng Kông theo lời giới thiệu của một người bạn.

## Đời tư
Trịnh Tử Thành có hai người vợ và thông tin của người vợ đầu tiên không được ông tiết lộ.
Người vợ thứ hai của ông là Lưu Thiến Di, một người dẫn chương trình người Hồng Kông. Họ gặp nhau lần đầu vào năm 1995 và kết hôn sau tám năm vào ngày 23 tháng 9 năm 2003. Cả hai không sinh con sau khi kết hôn.
Trịnh Tử Thành có một người con trai với người vợ đầu tiên của mình.

## Tác phẩm

### Truyền hình

#### Television Broadcasts Limited (TVB)
| Năm       | Tên phim                      | Tên phim          | Tên phim                          | Vai diễn                 | Ghi chú |
| Năm       | Tiếng Việt                    | Tiếng Hoa         | Tiếng Anh                         | Vai diễn                 | Ghi chú |
| --------- | ----------------------------- | ----------------- | --------------------------------- | ------------------------ | --- |
| 1995-1998 | Nghĩa nặng tình thâm          | 真情              | A Kindred Spirit                  | Lý Tử Hạo                | Giải thưởng thường niên TVB 1997 - Hạng mục Nhân vật bị ghét nhất |
| 1997      | Lệnh truy nã                  | 廉政追緝令        | I Can't Accept Corruption         | David                    | |
| 1998      | Liệt hỏa hùng tâm             | 烈火雄心          | Burning Flame                     | Marco Lưu Hải Dật        | |
| 1999      | Chú chó thông minh            | 寵物情緣          | Man's Best Friend                 | Ken                      | |
| 1999      | Hồ sơ trinh sát IV            | 刑事偵緝檔案IV    | Detective Investigation Files IV  | Lưu Kiện Sinh            | |
| 1999      | Bí ẩn trong nhà hát           | 全院滿座          | A Loving Spirit                   | Triệu Hưng Quốc          | |
| 1999      | Lực lượng đặc biệt            | 反黑先鋒          | Anti-Crime Squad                  | Trần Gia Hoa             | |
| 1999      | Truy tìm bằng chứng II        | 鑑證實錄II        | Untraceable Evidence II           | Quách Vĩ Thành           | |
| 2000      | Long hổ tranh đấu             | 生命有TAKE2       | Time Off                          | Lưu Trọng Niên           | Phát sóng ở nước ngoài năm 1998 Phát sóng trên đài TVB Phí thủy năm 2000                                                                                             |
| 2000      | Mộng tưởng thành chân         | 夢想成真          | Sisyphus' Dream                   | Lương Ân Đông            | |
| 2000      | Thần y Hoa Đà                 | 醫神華佗          | Incurable Traits                  | Trần Vấn                 | |
| 2001      | Sóng gió phim trường          | 娛樂反斗星        | Screen Play                       | Tạ Anh Tuấn              | Phát sóng ở nước ngoài năm 2000 Phát sóng trên đài TVB Phí thủy năm 2001                                                                                             |
| 2001      | Vượt qua thử thách            | 公私戀事多        | In the Realm of Success           | Đường Bách Văn           | |
| 2001      | Đát kỷ trụ vương              | 封神榜            | Gods of Honour                    | Thương Trụ Vương         | |
| 2002      | Huyền thoại bắt đầu           | 洛神              | Where The Legend Begins           | Tư Mã Ý                  | |
| 2002      | Chuỗi ngày tàn ác             | 流金歲月          | Golden Faith                      | Châu Học Luân            | |
| 2002      | Người cha tuyệt vời           | 絕世好爸          | Family Man                        | Lỗi Lực                  | |
| 2002      | Không thể khuất phục          | 雲海玉弓緣        | Lofty Waters Verdant Bow          | Càn Long                 | |
| 2003      | Xứ thần tiên                  | 繾綣仙凡間        | In the Realm of Fancy             | Tống Thương Thư          | Phát sóng ở nước ngoài năm 2002 Phát sóng trên đài TVB Phí thủy năm 2003                                                                                             |
| 2003      | Hồ sơ tuyệt mật               | 衛斯理            | The 'W' Files                     | Trịnh Bảo Vân            | |
| 2003      | Quy luật sống còn             | 律政新人王        | Survivor's Law                    | Luật sư Trương           | |
| 2003      | Ông bố vợ phong lưu           | 非常外父          | The Driving Power                 | Trần Chí Thành           | |
| 2003      | Hạt giống hy vọng             | 俗世情真          | Seed of Hope                      | Thái Lập Bổn             | |
| 2004      | Thám tử lừng danh             | 棟篤神探          | To Catch the Uncatchable          | Hà Tử Kính               | |
| 2004      | Kẻ bán đứng lương tâm         | 追魂交易          | Net Deception                     | Trần Quảng Sinh          | |
| 2004      | Hán Sở kiêu hùng              | 楚漢驕雄          | The Conqueror's Story             | Ung Xỉ                   | Giải thưởng thường niên TVB 2004 Hạng mục Nam diễn viên tiến bộ |
| 2004      | Định mệnh tình duyên          | 翡翠戀曲          | Hard Fate                         | Luật sư Quảng            | |
| 2004      | Đột phá cuối cùng             | 天涯俠醫          | The Last Breakthrough             | Lương Gia Nhân           | |
| 2005      | Câu chuyện huyền ảo           | 奇幻潮            | The Zone                          | Hiệu trưởng Trần         | Xuất hiện trong tập 13 |
| 2005      | Phận nữ long đong             | 窈窕熟女          | Women on the Run                  | Ken Giản Vĩ Kiện         | |
| 2005      | Bàn tay nhân ái III           | 妙手仁心III       | Healing Hands III                 | Vương Quốc Bân           | Giải thưởng thường niên TVB 2005 - Hạng mục Nam diễn viên phụ xuất sắc nhất                                                                                          |
| 2006      | Bí mật gia tộc                | 謎情家族          | Greed Mask                        | Lý Kiệt                  | Phát sóng ở nước ngoài năm 2003 Phát sóng trên đài TVB Phí thủy năm 2006                                                                                             |
| 2006      | Tâm lý mê ảo                  | 心理心裏有個謎    | Placebo Cure                      | Lưu Diệu Phú             | |
| 2006      | Nối nghiệp                    | 鐵血保鏢          | Safe Guards                       | Tôn Tam Báo              | |
| 2006      | Lý lẽ con tim                 | 潮爆大狀          | Bar Bender                        | Trình Chí Kiệt           | |
| 2006      | Bằng chứng thép               | 法證先鋒          | Forensic Heroes                   | Trần Quảng               | |
| 2006      | Phụng hoàng lâu               | 鳳凰四重奏        | Maidens' Vow                      | Hà Bảo Thái              | |
| 2006      | Bảo hiểm tình yêu             | 愛情全保          | Love Guaranteed                   | Donald                   | |
| 2007      | Quan hệ đồng nghiệp           | 同事三分親        | Best Selling Secrets              | Ngôn Vị Bổn              | |
| 2007      | Cảnh sát mới ra trường        | 學警出更          | On the First Beat                 | Diệp Tân                 | |
| 2008      | Kim thạch lương duyên         | 金石良緣          | A Journey Called Life             | Đổng Gia Tường           | |
| 2008      | Tình hiệp đạo                 | 原來愛上賊        | Catch Me Now                      | Hàn Anh Kiệt             | |
| 2008      | Truyền tích thần kỳ           | 搜神傳            | Legend of the Demigods            | Ngọc Hành Tử             | |
| 2009      | Đội hành động liêm chính 2009 | 廉政行動2009      | ICAC Investigators 2009           | Hà Quốc Minh             | |
| 2009-2010 | Tình đồng nghiệp              | 畢打自己人        | Off Pedder                        | Ryan Châu Chánh Danh     | |
| 2010      | Ngày mai tươi sáng            | 天天天晴          | Some Day                          | Edmond Mã Hạo Văn        | |
| 2010      | Độc tâm thần thám             | 讀心神探          | Every Move You Make               | Lương Vĩnh Thái          | |
| 2011      | Ranh giới sinh tử             | 隔離七日情        | 7 Days in Life                    | Franco Đào Khải Phú      | |
| 2011      | Những chuyện tình lãng mạn    | 你們我們他們      | Dropping By Cloud Nine            | Cha của Linh             | |
| 2011      | Bằng chứng thép III           | 法證先鋒III       | Forensic Heroes III               | Hilbert Tiền Mậu Lâm     | |
| 2011      | Thiên và địa                  | 天與地            | When Heaven Burns                 | Jason Hà Triển Hành      | |
| 2012      | Quyền vương                   | 拳王              | Gloves Come Off                   | Hoàng Bá Đức             | |
| 2012      | Con đường mưu sinh            | 衝呀！瘦薪兵團    | No Good Either Way                | Bosco Cổ Ba Bình         | |
| 2012      | Tòa án lương tâm 2            | 怒火街頭2         | Ghetto Justice 2                  | Trang Chính Hồng         | |
| 2012      | Vòng quay hạnh phúc           | 幸福摩天輪        | Missing You                       | Khương Liệt              | |
| 2012      | Pháp võng truy kích           | 法網狙擊          | Friendly Fire                     | Châu Địch Long           | |
| 2013      | Ngọc tỷ kỳ án                 | 初五啟市錄        | The Day of Days                   | Trương Diệu Tổ           | |
| 2013      | Nấc thang cuộc đời            | 鳳舞香羅          | Riches And Stitches               | Chồng của Hồ Trác        | |
| 2013      | Tam thế duyên                 | 情逆三世緣        | Always And Ever                   | Chung Chí Kỳ             | |
| 2013      | Cự luân                       | 巨輪              | Brother's Keeper                  | Vương Giám Hào           | |
| 2013      | Trạng sư đại náo công đường   | 舌劍上的公堂      | Return of the Silver Tongue       | Tô Chuẩn                 | |
| 2014      | Đội hành động liêm chính 2014 | 廉政行動2014      | ICAC Investigators 2014           | Từ Triệu Sơn             | |
| 2014      | Ngàn lời yêu thương           | 愛我請留言        | Swipe Tap Love                    | DJ Điện Đài              | Khách mời đặc biệt |
| 2014      | Điểm kim thắng thủ            | 點金勝手          | The Ultimate Addiction            | Thôi Cẩm Phát            | |
| 2013-2016 | Mái ấm gia đình (2013-2015)   | 愛·回家 (第一輯)  | Come Home Love                    | Thủ Vân Khai             | |
| 2013-2016 | Mái ấm gia đình 2 (2016)      | 愛·回家 (第二輯)  | Come Home Love                    | Thủ Vân Khai             | Khách mời đặc biệt trong tập cuối Xuất hiện trở lại trong tập 994 |
| 2015      | Bốn nàng luật sư              | 四個女仔三個BAR   | Raising the Bar                   | Duncan Nhậm Tuyển Diệp   | Giải thưởng thường niên TVB 2015 - Hạng mục Nam diễn viên phụ xuất sắc nhất Giải Ngôi sao TVB Malaysia năm 2015 - Hạng mục Nam diễn viên phụ TVB được yêu thích nhất |
| 2015      | Sự chuyển mình hoa lệ         | 華麗轉身          | Limelight Years                   | Diệp Giai Diệu           | |
| 2015      | Nghịch chiến đường Tây        | 收規華            | Momentary Lapse Of Reason         | Lữ Quốc                  | |
| 2015      | Trương Bảo Tử                 | 張保仔            | Captain of Destiny                | Dương Đào Quốc           | |
| 2016      | Chuỗi thức ăn tình yêu        | 愛情食物鏈        | Love As A Predatory Affair        | Regal Lưu Lợi Cao        | |
| 2016      | Cuộc chiến thời trang         | 潮流教主          | Fashion War                       | Phan Thế Đống            | |
| 2016      | Đội hành động liêm chính 2016 | 廉政行動2016      | ICAC Investigators 2016           | Lỗi Kiến Minh            | |
| 2016      | Ẩm thực thần thám             | 為食神探          | Inspector Gourmet                 | Cao Nhân                 | |
| 2016      | Con rối hào môn               | 幕後玩家          | Two Steps From Heaven             | Tăng Thành Lạc           | |
| 2017      | Trò chơi hôn nhân             | 我瞞結婚了        | Married But Available             | Tiến sĩ Kingson Wu       | |
| 2017      | Quý nàng hẩm phận             | 全職沒女          | The No No Girl                    | Công Tôn Phấn Đấu        | |
| 2017      | Nam thần xuyên thời gian      | 超時空男臣        | A General, A Scholar And A Eunuch | Trương Thành             | Giải thưởng thường niên TVB 2017 - Hạng mục Nam diễn viên phụ xuất sắc nhất                                                                                          |
| 2017      | Cộng sự                       | 同盟              | The Unholy Alliance               | Liễu Trạch Thành         | |
| 2017      | Mẹ vợ rực rỡ                  | 燦爛的外母        | The Tofu War                      | Trương Bỉ Đắc            | |
| 2017      | Anh họ cố lên III             | 老表，畢業喇！    | Oh My Grad                        | Trịnh Chí Thành          | |
| 2017      | Những kẻ ba hoa               | 誇世代            | My Ages Apart                     | Mạch Triển Tường         | |
| 2017      | Sóng gió gia tộc 3            | 溏心風暴3         | Heart and Greed                   | Lưu Tùng Cơ              | Khách mời đặc biệt trong tập 5 |
| 2018-nay  | Mái ấm gia đình 4             | 愛·回家之開心速遞 | Come Home Love: Lo And Behold     | Trương Quân              | Khách mời đặc biệt trong tập 274, 497 |
| 2018      | Cuộc chiến nữ quyền           | 平安谷之詭谷傳說  | The Forgotten Valley              | Cổ Đông Dương            | |
| 2018      | Võ lâm phục sinh              | 翻生武林          | Birth Of A Hero                   | Khổng Tạp                | |
| 2018      | Đội cứu hộ sinh tử            | 跳躍生命線        | Life on the Line                  | Hình Phong               | |
| 2018      | Sàn đấu huynh đệ              | 兄弟              | Fist Fight                        | Raymond Triển Quốc Phong | |
| 2019      | Người hùng blouse trắng       | 白色強人          | Big White Duel                    | Ivan Du Quốc Đống        | |
| 2019      | Nha hoàn liên minh            | 丫鬟大聯盟        | Handmaidens United                | Cửu Chính                | |
| 2020      | Bão táp gia nghiệp            | 大醬園            | The Dripping Sauce                | Vạn Khải Thạch           | |
| 2020      | Bằng chứng thép IV            | 法證先鋒IV        | Forensic Heroes IV                | Louis Hạ Lập Duy         | |
| 2020      | Sát thủ                       | 殺手              | Death By Zero                     | Trần Tra Lý              | Giải thưởng thường niên TVB 2020 - Hạng mục Nam diễn viên phụ xuất sắc nhất                                                                                          |
| 2021      | Vạch tội                      | 伙記辦大事        | Shadow of Justice                 | Hoắc Tấn Thành           | |
| 2021      | Nghịch thiên kỳ án            | 逆天奇案          | Sinister Beings                   | Benson La Hán Miên       | Xuất hiện trong tập 15 - 16 |
| 2021      | Thất công chúa                | 七公主            | Battle Of The Seven Sisters       | Thẩm Chiêu Nhiên         | |
| 2021      | Hoán đổi chân tướng           | 換命真相          | Take Two                          | Marco Anh Diệu Hoa       | |
| 2021      | Quyền vương                   | 拳王              | The Ringmaster                    | Thạch Tại Lâm            | |
| 2021      | Cục nợ đáng yêu               | 愛上我的衰神      | Hello Missfortune                 | Tư Mã Côn Lôn            | |
| 2022      | Tòa nhà Kim Tiêu 2            | 金宵人廈2         | Barrack O'Karma 1968              | Trần Hỷ Lực              | Nam chính đơn nguyên (Tập 1 - 2) |